# Néstor Kirchner, la película
Néstor Kirchner, la película es una película argentina documental de 2012 dirigida por Paula de Luque. Trata sobre la vida del presidente de Argentina Néstor Kirchner. La producción estuvo a cargo del diputado Fernando Chino Navarro y de Jorge Devoto.
La película se exhibió comercialmente por primera vez el 22 de noviembre de 2012 en 93 salas de 83 complejos en todo el país. El preestreno se llevó a cabo el día 17 de noviembre en el estadio cubierto Luna Park, al que asistieron cerca de 3500 invitados, entre dirigentes, militantes políticos e invitados especiales.
La producción general del filme estuvo pensada originalmente para el cineasta Adrián Caetano, quien luego de trabajar en la edición durante unos meses y de haber terminado un borrador del documental, abandonó el proyecto debido a problemas para lograr un consenso artístico y narrativo con los productores del mismo. La dirección recayó entonces en Paula de Luque. La película recibió subsidios estatales por $ 3 887 778. La versión de Caetano, NK: El documental, fue emitida en el año 2013 por el canal Telefé, y actualmente se encuentra disponible en la plataforma en línea gratuita de cine argentino CINE.AR Play.

## Sinopsis
El documental recorre gran parte de la vida personal y política de Néstor Kirchner. Se incluye material familiar para ilustrar la relación con la entonces novia del exmandatario y que luego se convertiría en su esposa, Cristina Fernández de Kirchner. En el comienzo de la obra se intercala un testimonio de Máximo Kirchner recordando a su padre, con imágenes de la crisis de diciembre de 2001 en Argentina que determinó la caída del presidente en aquel momento, Fernando de la Rúa.[cita requerida] El hijo del matrimonio Kirchner vuelve a aparecer en el final y cierra la película con un monólogo, ascendiendo a siete veces sus apariciones a lo largo del filme.
Otros momentos relevantes de la historia política y social argentina que tienen su lugar en la obra son: la muerte del joven militante del Partido Obrero Mariano Ferreyra, causa en la que está imputado José Ángel Pedraza, titular de la Unión Ferroviaria; la aparición de los cuerpos de los militantes Darío Santillán y Maximiliano Kosteki,[cita requerida] la resolución 125 (vetada del Senado por el vicepresidente Julio Cobos en el marco del paro agropecuario patronal en Argentina de 2008), el pago de la deuda al FMI, la política por los Derechos Humanos, la Ley de Medios y la prolongada controversia con el Grupo Clarín. El filme combina material audiovisual de archivo público con fragmentos de grabaciones caseras de la vida privada del expresidente.

## Producción
En un principio, el documental estuvo a cargo del cineasta Israel Adrián Caetano, aunque este sería más tarde reemplazado por la productora Tochineki, pasando la dirección a Paula de Luque. Caetano confirmó su apartamiento del proyecto a través de su cuenta de Twitter, donde publicó: «Ya no soy el director del documental de Néstor Kirchner si es que me preguntás eso [...] Siempre fui tratado con respeto [...] Igual da tristeza». En sus posteriores comentarios en la red social desligó de toda responsabilidad a su productora y negó que este cambio haya sido un artilugio desde el Gobierno. El problema se habría originado por la incompatibilidad de enfoques y por «diferencias artísticas». Por su parte, el diputado por la provincia de Buenos Aires Fernando Chino Navarro y el publicista Jorge Topo Devoto, productores del filme, querían que la película se tratara sobre el «costado más humano» de Néstor Kirchner, mientras que Caetano buscaba que retratara principalmente su carrera política.
En palabras del Chino Navarro, había «diferencias de criterio con la película», refiriéndose al borrador presentado por Caetano a fines de 2011 y que fue el origen de las diferencias entre director y productores. Esta idea original entregada por el cineasta en octubre de ese año era un documental sobre política no comercialmente viable por estar estructurado de manera poco ortodoxa, con recursos como entrevistas inéditas, material subido a Youtube por particulares y videos captados con celulares, que apuntaba a un público crítico sin hacer apología de una ideología política concreta.
Durante la dirección de Israel, se realizaron campañas para recaudar material casero mediante el sitio web yoquieroserparte.com.ar en formato digital, o con el servicio del Correo Argentino, ofrecido de forma gratuita para ese fin. En marzo de 2011, durante la previa de un partido de fútbol entre Racing e Independiente, los jugadores de uno y otro club posaron con una bandera invitando al público a colaborar con el filme enviando fotos y videos de su autoría retratando sucesos relacionados con la gestión del expresidente.
En un momento, también se especuló con la posibilidad de que la hija del presidente, Florencia Kirchner, llevara las riendas del proyecto, aunque esta opción fue rápidamente descartada por encontrarse ya produciendo otra película sobre su padre.
Después del nombramiento oficial de Paula de Luque como directora por Fernando Chino Navarro y Jorge Topo Devoto, el 2 de febrero de 2012, Caetano volvió a utilizar su cuenta en Twitter, en esta ocasión para disparar irónicas reflexiones sobre su alejamiento: «La función del artista consiste en hacer las leyes, no en seguir las leyes ya existentes [...] Pero andá a explicarles [...]» «No hay películas huérfanas [...] tarde o temprano alguien las adopta» y «Yo pensé en una película, no en una Creamfield con choripanes». La directora, que tiene en su haber películas de índole político como Juan y Eva, aceptó la tarea, aunque en previas declaraciones afirmó que si bien su nombre había empezado a circular como posible sucesora desde hacía una semanas, no había sido notificada oficialmente hasta ese día. Barajó entonces la posibilidad de titular el filme Néstor para todos, idea que finalmente no se concretó. Paula afirmó que su objetivo no era crear un documental «nostálgico, sino (uno) lleno de vida», con una «reflexión política y poética» sobre Néstor Kirchner. Sobre la estructura del filme, la directora habló de cuatro pilares temáticos fundamentales que ayudarían a encauzar el guion y la filmación:
- «Vengo a compartir un sueño»
- «Quisiera que me recuerden»
- «No voy a dejar mis convicciones en la puerta de la Casa Rosada»
- «Soy un hombre común en circunstancias excepcionales»[12]

Paula de Luque no continuó desde el borrador de su antecesor, sino que comenzó una película totalmente diferente. Sin embargo, siguió en la línea del género documental: en palabras de la directora no era viable crear una ficción con actores ―como había sucedido con Juan y Eva― porque ambos mandatarios son personajes vigentes en la escena social y política argentina. Otro aspecto con el que continuó fue la combinación de escenas rodadas con material casero aportado por la familia del expresidente, terceros y extraído de Internet. Caetano había reunido cerca de 600 horas de videos donados que durante la dirección de Luque se seleccionó, editó y convirtió a alta definición.
Florencia Kirchner estuvo a disposición de la directora, con quien mantuvo reuniones informales para «saber cosas íntimas» de su padre y también colaboró seleccionando el material familiar.
Luque asumió como directora a fines de enero y entre febrero y abril escribió la historia en colaboración con el guionista Carlos Polimei. En mayo y junio se hizo el rodaje en diversas locaciones y durante agosto y mitad de septiembre se realizó la edición y montaje, para combinar las escenas con el material aportado por particulares, labor que se llevó a cabo.
El presupuesto oficial rondó entre los 5 y 6 millones de pesos, aportados por dos inversores y militantes activos del kirchnerismo.
Para la película con una duración aproximada de noventa minutos se utilizó una variedad de materiales y recursos -cerca de diecisiete mil piezas entre fotos, videos, audios y documentos, aportados por personas allegadas a la familia Kirchner y anónimos-.
Caetano aparece citado en los créditos finales.
Una de las novedades del filme fue la aparición de Máximo, el hijo del matrimonio Kirchner, en repetidas ocasiones a lo largo del filme, quien se expuso significativamente ante los medios para realizar el documental. Fragmentos de entrevistas que se le hicieron fueron filtrados en Internet de acuerdo con la productora.
Las primeras imágenes de Néstor Kirchner, documental de Paula de Luque, comienzan con el discurso de asunción  –, luego de hacer un breve repaso de los años anteriores al inicio de la gestión presidencial de Kirchner: la represión de diciembre de 2001, el helicóptero de De la Rúa, la asunción de cuatro presidentes en tiempo récord y los asesinatos de Maximiliano Kosteki y Darío Santillán durante el interinato de Eduardo Duhalde.
Tras esa referencialidad del personaje a enfocar, De Luque inicia un recorrido en dos aspectos: el mundo privado –el menos conocido– y el público de Kirchner. A este último lo establece prácticamente en orden cronológico, mientras que al otro lo narra en un sentido más atemporal. Pero donde gana intensidad la película es en el cruce de ambos, porque permanentemente esos dos mundos se entrelazan, dialogan y proponen una completud de la figura de Kirchner por parte del espectador. Es que ambos son indisociables, se sabe: no puede ir el sentimiento político de una persona por un andarivel, y el privado, su humanidad, por el otro. Porque en la política se ponen en juego ideales y valores humanos que tienen efectos concretos en la cotidianidad de una sociedad. Ese cruce permanente entre ambos le otorga vitalidad a este documental que, si bien nació a partir de la muerte del expresidente, apela al valor de una vida en una circunstancia histórica determinada. No es una biografía clásica ni un documental de observación, sino una suerte de viaje por las ideas y sensaciones de un hombre como político, pero también como hijo, hermano, padre y marido. Se trata de un enfoque, entonces, con varias líneas de relato.
El eje público está compuesto por situaciones que vivieron los argentinos: desde el anuncio del pago de la deuda con el FMI, pasando por la decisión de bajar los cuadros de Videla y Bignone, la Cumbre de la Américas en Mar del Plata (2005).

## Lanzamiento

### Promoción
Parte del material se dio a conocer por la página oficial de la película en Facebook, como escenas del backstage, mayoritariamente del proceso de filmación desde la ciudad natal de Néstor Kirchner, Río Gallegos, y algunas imágenes de su madre siendo entrevistada por la directora Paula de Luque. Un avance promocional de 39 segundos vio la luz en noviembre de 2012 en el programa de la Televisión Pública Fútbol para todos.
El vicepresidente de Argentina, Amado Boudou, promocionó la película durante la XXII Cumbre Iberoamericana en Cádiz, España, y obsequió un afiche del filme al presidente de Ecuador Rafael Correa.
Del presupuesto de $6 655 000 de pesos se lograron solventar un total de 4 400 000: $2 300 000 del patrocinio de empresas y entidades privadas como Banco Provincia, Banco Nación, Lotería de la Provincia, Lotería del Chaco, SUTERH, la productora El Aleph, Buttigliengo, Dinosaurio S.A. y Electroingeniería; la venta de un libro sobre Néstor Kirchner produjo otros $500 000 en regalías y una muestra itinerante e interactiva de fotografías recaudó $1 600 000 más; esta última financiada por el Partido Justicialista y los diferentes estados provinciales ―o municipales en el caso de la provincia de Buenos Aires― conforme el lugar donde se instalaba la muestra. Se espera que la recaudación del filme cubra el saldo de $2 255 000.

### Preestreno en el Luna Park
El preestreno del documental se llevó a cabo el 17 de noviembre de 2012 en el Luna Park, en el marco de la celebración del «Día de la militancia peronista». El lugar, elegido por la producción, era el mismo donde Néstor Kirchner dio su último discurso masivo en septiembre de 2010.
Cerca de 3500 personas entre militantes e invitados especiales presenciaron la película. Se destaca la asistencia del Jefe de Gabinete de Ministros Juan Manuel Abal Medina; el presidente de la Cámara de Diputados, Julián Domínguez; la titular de Abuelas de Plaza de Mayo, Estela de Carlotto junto a otras interantes de la asociación; el secretario de Comercio Interior, Guillermo Moreno; el titular de la Autoridad Federal de Servicios de Comunicación Audiovisual, Martín Sabbatella; los gobernadores Daniel Scioli, de la provincia de Buenos Aires y su vicegobernador Gabriel Mariotto, Sergio Urribarri de Entre Ríos y Jorge Capitanich de la provincia del Chaco; los ministros del Interior, Florencio Randazzo; de Trabajo, Carlos Tomada; de Seguridad, Nilda Garré; de Industria, Débora Giorgi; de Educación Alberto Sileoni; el viceministro de Economía, Axel Kicillof; el ministro de Defensa, Arturo Puricelli; de Turismo, Enrique Meyer y el Secretario General Oscar Parrilli.
Estuvieron presentes también los periodistas del programa de televisión 6, 7, 8, Orlando Barone y Sandra Russo. Al estreno asistieron además el dirigente Luis D'Elía y militantes de agrupaciones como La Cámpora, MILES, Movimiento Evita, JP Descamisados y Nuevo Encuentro enarbolando banderas y pancartas, algunas con al leyenda «Clarín miente» y muchas otras con otro tipo de leyendas.
Otras personalidades de la política argentina presentes incluyen a los diputados Andrés Larroque, Agustín Rossi y Carlos Kunkel, el legislador porteño Juan Cabandié y el presidente de Aerolíneas Argentinas Mariano Recalde.
Hubo también famosos y artistas invitados a la gala como el filósofo Ricardo Forster ―quien colaboró en la investigación para el filme―, y los actores y actrices Julieta Díaz―quien interpretó al personaje de Eva Perón en la anterior película de Luque, Juan y Eva―, Esther Goris, Virginia Innocenti, Daniel Fanego, Ivo Cutzarida y José «Pepe» Monje; Víctor Heredia y Lito Vitale cantaron antes de la proyección y se les sumó el joven violinista jujeño Facundo Nolasco, a quien Néstor Kirchner le había regalado en el año 2003 un violín que antes perteneciera a Miguel Ángel Estrella.
La historia de vida de Nolasco también formó parte del documental.
La presidenta Cristina Fernández de Kirchner no estuvo presente en el estreno, aunque grabó un mensaje en agradecimiento por la realización del filme que luego fue proyectado en el estadio cubierto. En él recuerda además anécdotas personales del expresidente.
El mensaje duró aproximadamente quince minutos y se grabó en El Calafate, lugar de origen de la pareja, más precisamente desde el escritorio original del expresidente.
Sobre el enfoque biográfico de la obra, la presidenta opinó: 

Realmente es muy buena película. Pudo captarlo, pudo expresarlo, pudo contarlo, no solamente a través de testimonios sino a través de imágenes. Sin golpes bajos.
Cristina Fernández de Kirchner

En el preestreno los militantes cantaron la marcha peronista, comandados por Guillermo Moreno (secretario de Comercio Interior). En la canción se añadió un verso más reivindicando a Cristina Fernández de Kirchner y a Néstor Kirchner como «figuras de honor» de esta ideología.
Otro estreno en simultáneo pero más reducido se dio en una sala de cine en Río Gallegos, al que fueron compañeros y amigos de Kirchner.

### Estreno
Para el estreno se desplegó una amplia estrategia comercial con Distribution Company, una compañía de distribución cinematográfica que habilitó 120 salas de cine en Argentina para el estreno de la película el 22 de noviembre de 2012. Esto pone a Néstor Kirchner, la película por encima de otras producciones nacionales argentinas en cantidad de salas ―en su lanzamiento Dos más dos se vio en 116 salas, Elefante Blanco en 99 y la candidata al Óscar Infancia Clandestina en 35― e igualó a cortes extranjeros en difusión.
En el ámbito doméstico, se planeó que el documental sobre la vida de Néstor Kirchner inaugure la señal de televisión Wall Kintun TV en la ciudad de San Carlos de Bariloche, provincia de Río Negro. El canal se orienta a la comunidad mapuche de esa región y debutó el 7 de diciembre, en el marco de la aplicación de la Ley de Servicios de Comunicación Audiovisual.
Finalmente el filme no fue transmitido por televisión y su lugar en la grilla lo ocupó el programa Visión indígena, que debutó a la medianoche. Sin embargo, Néstor Kirchner, la película si se exhibió en el acto formal de la productora por la inauguración del nuevo canal local en una sala del Pre MICA Patagonia.
No se ha trazado un historial de lanzamientos en otros países, aunque de acuerdo con Paula de Luque, el filme es igualmente accesible para un público extranjero. En palabras de la directora «pensé y realicé la película poniéndome en la mirada de alguien que no conoció a Néstor, no sólo en un extranjero sino también en las nuevas generaciones», esto debido a que el documental no se centra exclusivamente en la carrera política del expresidente, sino que buscó retratarlo también en un ámbito familiar más íntimo.

## Recepción

### Rendimiento comercial
De acuerdo con la consultora Ultracine, en su primer fin de semana en cartelera, Néstor Kirchner, la película experimentó un afluente de 70 966 espectadores en 93 pantallas de 83 complejos nacionales, ocupando el tercer puesto, tras El origen de los guardianes ―estrenada también el 22 de noviembre de 2012 en Argentina― con 141 037 espectadores y Amanecer - parte 2, con 264 444.
Las 120 salas comerciales en las que se pactó estrenarla fueron un número altísimo para un documental argentino.
La película se distribuyó finalmente en entre 85 y 95 salas, cantidad que disminuyó paulatinamente. Para su segundo fin de semana, había disminuido su audiencia en un 72 % con una convocatoria de 17 000 espectadores.
En su tercer fin de semana convocó 1271 espectadores en 27 salas.
Al final de su primer mes en cartelera, estuvo disponible solo en cuatro salas comerciales en provincias del interior de Argentina; en Capital Federal pudo verse en cines del espacio INCAA.
En la lista de las diez películas más vistas del 2012 en Argentina, Dos más dos fue la única obra argentina enlistada y ocupó el octavo lugar con 998 355 espectadores. Sin embargo, en el ranking de las diez producciones nacionales más vistas de 2012 en su país de origen, Néstor Kirchner, la película logró posicionarse noveno en la lista, con un total de 106 038 espectadores, superando el reestreno de Esperando la carroza con 105 059 personas. En octavo puesto se ubicó Todos tenemos un plan con 130 698 asistentes, y le siguen Extraños en la noche (143 327), Infancia clandestina (186 745), en el quinto puesto La suerte en tus manos (188 580), Peter Capusotto y sus 3 dimensiones (270 351), ¡Atraco! (558 999), Elefante blanco (756 774) y Dos más dos con casi un millón de espectadores. Aún con ello, la película fue un fracaso económico ya que no llegó a superar su presupuesto.
Cabe destacar que el canal de aire Telefé emitió un domingo en horario central, el corte del film realizado por Caetano que finalmente no formó parte de la versión de Paula de Luque.

### Críticas
El documental recibió una respuesta variada de la prensa y la crítica especializada.
Matías Lértora, como crítico invitado para el sitio web Cines Argentinos, concentró su atención en la obra desde el punto de vista cinematográfico y le asignó la negativa calificación D+. Afirmó que la película falla en el género documental dado su inexactitud para relatar hechos, al omitir nombrar los lugares y el tiempo donde discurren los acontecimientos. También resaltó que muchas de las escenas no son claras porque no se identifica correctamente a qué persona corresponde las múltiples voces en off. Por otro lado, Lértora destacó la variedad de planos y secuencias del filme y la banda sonora a cargo de Gustavo Santaolalla, a la cual calificó de «excelente».
Humerto Acciarressi, del diario La Razón se refirió a la obra con adjetivos como «bodrio», «porquería» o un como un «lamentable collage de avisos publicitarios, discurso con imágenes, videos familiares y una historia que no resiste análisis». Sugirió que la película habría tenido bajos niveles de audiencia ―a pesar de la amplia estrategia comercial y distribución en más de cien salas de cine― y reivindicó al exdirector Adrián Caetano.
El crítico especializado en cine Federico Karstulovich escribió una reseña para el portal Otroscines.com, en la que señaló baches en el recorrido histórico del documental, puntualmente los hechos de los períodos 1977 y 1981, 1983 y 1987, y 1991 y 2003, en concordancia con otras opiniones; y sumó su discordancia en torno a cómo se trazó un paralelismo entre los diferentes golpes de estado en Argentina de 1930, 1955 y 1976, y criticó al argumento en general. Sostuvo que narrativamente el guion se comporta como una «meseta» y progresa «acumulando información y testimonios que demuestran ser redundantes». A lo largo de su reseña, enfatizo enérgicamente el sesgo propagandístico que a su criterio posee el filme.
El periodista de espectáculos Marcelo Stiletano, para el diario La Nación, calificó al filme como regular. Al igual que otras críticas, estuvo de acuerdo con que en Néstor Kirchner, la película hay una ausencia de puntos críticos a las que se refiere como «voluntarias y expresas omisiones» y que la narrativa de hechos son «en clave autocelebratoria», sin una sola tacha o imperfección» orientada a los simpatizantes del kirchnerismo. Compartiendo la opinión de otros colegas, elogió la fotografía de Marcelo Iaccarino y la banda sonora de Santaolalla.
El sitio web Escribiendo Cine tuvo una mirada general positiva de la película y le asignó una calificación de cuatro estrellas de cinco, alegando que es más que una producción sobre una ideología y destaca su valor cinematográfico.
Pablo Raimondi, del diario Clarín, declaró que lo mejor del filme son las filmaciones familiares en formato Súper 8, consideró que hubo grandes ausencias como los testimonios de Florencia o de la propia Cristina Fernández de Kirchner y valoró como "valiosos" los discursos de Máximo Kirchner.
Oscar Ranzani, del diario Página/12 la calificó con ocho puntos de diez, habla de la narrativa como un «viaje por las ideas y sensaciones» de la vida de Néstor Kirchner y destaca el cruce de escenas del ámbito familiar íntimo y aquellas circunstancias políticas de la historia reciente de Argentina. Agregó que el filme muestra el mundo público y el privado del expresidente y gana en intensidad cuando ambos se entrecruzan, con gran uso del material de archivo y testimonios reveladores, sin agresiones ni golpes bajos.
Para Hugo F. Sánchez, del diario Tiempo Argentino la película es excelente. Sánchez, quien en la crítica se declaró abiertamente simpatizante del kirchnerismo― escribió que el filme de Luque es «transparente en contar lo que quiso contar». De la misma manera está de acuerdo con la visión de la directora de los hechos históricos incluidos y calificó su interpretación de «cariñosa» y «respetuosa».
La realizadora Paula de Luque afirmó que por tratarse sobre la vida de un personaje vigente, el filme sería «polémico», aunque dijo no estar orientado exclusivamente a un público de ideología kirchnerista; la película no busca ser militante y que «quien es contrario al Gobierno no se va a sentir reflejado pero tampoco atacado».
El presidente de la Cámara de Diputados, Horacio González opinó que la película es «el reflejo de la trayectoria de un verdadero militante», y sobre su proyección en el Día de la militancia peronista como una idea «brillante», porque conmemora la vida de un político que comparte esta ideología.

## Controversias
La película fue blanco de diversas controversias. El periodista de cine Federico Karstulovich, quien escribió una crítica negativa del filme.
Otros editores y periodistas manifestaron su apoyo a Karstulovich en la red social Twitter, entre ellos Marcelo Panozzo (director del BAFICI) y Roque Casciero (subeditor de Cultura y Espectáculos del diario Página/12).
El día del estreno de la película, la sección The Opinion Pages de la versión en línea de The New York Times publicó el comentario del periodista freelance porteño Daniel Politi (1980-) escrito en inglés en el que expresa entre otras consideraciones:

By paying such attention to Máximo, the documentary seems implicitly to portray him as the natural heir to Kirchner politics. [...]
[The film becomes] a final battle cry for a political movement that may be coming to an end.
Al prestarle tanta atención a Máximo, el documental parece retratarlo implícitamente como el heredero natural de las políticas de Kirchner. [...]
[La película se convierte en] una batalla final para un movimiento político que podría estar llegando a su fin.
Daniel Politi